# NGC 2801
NGC 2801 je galaksija u zviježđu Raku.

## Vanjske poveznice
- SEDS: NGC 2801